# پل فلزی ولی‌آباد
پل فلزی ولی آباد مربوط به دوره پهلوی اول است و در شهرستان تنکابن، بخش خرم‌آباد، دهستان بلده، روستای ولی آباد واقع شده و این اثر در تاریخ ۲۶ اسفند ۱۳۸۶ با شمارهٔ ثبت ۲۱۹۷۱ به‌عنوان یکی از آثار ملی ایران به ثبت رسیده است.